# Siêu sao Hải Vương
Siêu sao Hải Vương là một hành tinh có khối lượng lớn hơn cả hành tinh sao Hải vương. Những hành tinh này thường được mô tả như là có khối lượng khoảng 5-7 lần so với Trái đất với khối lượng ước tính 20-80 M🜨; ngoài điều này, chúng thường được gọi là hành tinh khí khổng lồ.
Đã có tương đối ít khám phá về loại hành tinh này. Các ví dụ được biết đến bao gồm Kepler-101b, HAT-P-11b và K2-33b.